# 日本暗殺秘録
『日本暗殺秘録』（にっぽんあんさつひろく、Memoir of Japanese Assassinations or Assassination Right Or Wrong）は、1969年の日本映画。主演：千葉真一、監督：中島貞夫、脚本：笠原和夫・中島貞夫、製作：東映、カラー・シネマスコープ、142分。昭和44年度芸術祭参加作品。同年の京都市民映画祭では千葉真一が主演男優賞を、笠原和夫が脚本賞を受賞した。

## 概要
日本の暗殺百年史である幕末・明治・大正・昭和の四代に勃発してきた各事件を題材にし、オールスターが出演する大作映画。全篇を通して反体制の純粋かつ美しいエネルギーに満ち溢れ、一殺多生の捨て石精神で時の権力者に立ち向かった若者の姿を描いている。
主人公である小沼正（千葉真一）の生い立ちから、血盟団へ加入してテロリストへ変わっていく悲哀と、1932年に井上準之助を暗殺へ至るまでの血盟団事件を中心にした作品である。千葉は主演していた『キイハンター』を休んで本作に専念。小沼が悩み苦しみ葛藤から、怒りへ覚醒していく情念を、アクションスターという枠に収まらない、印象深い演技をしている。血盟団の指導者で小沼を導く日蓮宗僧侶の井上日召に片岡千恵蔵、革命を唱える大日本帝国海軍軍人の藤井斉に田宮二郎、小沼が再就職して出会う従業員のたか子に藤純子らを配して脇を固めている。
上映時間142分のうち血盟団事件が100分を占め、そのほかはオムニバスで暗殺の瞬間をメインにしており、桜田門外の変・紀尾井坂の変・大隈重信遭難事件・星亨暗殺事件・安田善次郎暗殺事件・ギロチン社事件・血盟団事件・相沢事件・二・二六事件という順で取り上げている。

## ストーリー
※メインエピソードの血盟団事件のみ。
1人の若者が裁判を受けていた。大蔵大臣の井上準之助を暗殺した小沼正である。裁判長の質問を丁寧に答える小沼。この若者はなぜこのような事件を起こしたのだろうか。被告人席に立ちながら小沼は、生い立ちやこれまでの歩みを振り返っていく。

## キャスト
※各節は#概要に記したオムニバス順で、それぞれのキャストはオープニングクレジット順。

### 桜田門外の変
- 若山富三郎 - 有村次左衛門
- 那須伸太郎 - 井伊掃部頭
- 志茂山高也 - 小河原秀之丞

### 紀尾井坂の変
- 唐十郎 - 島田一郎
- 堀正夫 - 大久保利通
- 土橋勇 - 中村太郎
- 疋田泰盛 - 小高芳吉
- 友金敏雄 - 壮士B
- 状況劇場

### 大隈重信遭難事件
- 吉田輝雄 - 来島恒喜
- 矢奈木邦二郎 - 大隈重信
- 小田部通麿 - 巡査

### 星亨暗殺事件
- 千葉敏郎 - 星亨
- 藤本秀夫 - 会議出席者

### 安田善次郎暗殺事件
- 菅原文太 - 朝日平吾
- 志摩靖彦 - 安田善次郎

### ギロチン社事件
- 高橋長英 - 古田大次郎
- 五十嵐義弘 - 小川義夫
- 前川良三 - 内田金一
- 森敏光 - 銀行員A
- 村田天作 - 銀行員B
- 土方巽 - 看守

### 血盟団事件
- 千葉真一 - 小沼正

- 田宮二郎 - 藤井斉
- 藤純子 - たか子
- 北竜二 - 裁判長
- 榊浩子 - カフェーの女給
- 木山佳 - さゆり
- 中村錦司 - 扇屋主人
- 北川恭子 - お内儀
- 白川浩三郎 - 店員 清吉
- 高橋昌也 - 小沼新吉
- 三益愛子 - 小沼たつ
- 波多野博 - 小沼勝寿
- 小池朝雄 - 落合初太郎
- 桜町弘子 - 落合清子
- 南都雄二 - 高利貸 西村
- 汐路章 - 巡査A
- 香月涼二 - 巡査B
- 加村赳雄 - 職人A
- 田中春男 - 職人B
- 西田良 - 職人C
- 平沢彰 - 職人D
- 東山明美 - 銭湯の番台娘
- 賀川雪絵 - 民子
- 市川裕二 - 民子の父
- 岡島艶子 - 民子の母
- 山下義明 - 青年A
- 加藤匡志 - 青年B
- 天津敏 - 井上日召の高弟
- 高津住男 - 古内栄司
- 村井国夫 - 桧山誠次
- 橘ますみ - 友子
- 林彰太郎 - 鈴木四郎
- 近藤正臣 - 大庭春雄
- 青山宏 - 川崎長光
- 宇崎正治 - 黒沢大二
- 八尋洋 - 菱沼五郎
- 広瀬義宣 - 鎌形芳次
- 嶋田景一郎 - 菅波三郎
- 原田清人 - 長大尉
- 穂高稔 - 陸軍士官（長大尉の同士）
- 林真一郎 - 陸軍士官（藤井の同士）
- 賀川泰三 - 山岸中尉
- 野村鬼笑 - 井上準之助
- 和田正信 - 三上中尉
- 芹澤次男 - 伊東亀城
- 大浜豊 - 四元義隆
- 砂塚秀夫 - 新聞記者
- 片岡千恵蔵 - 井上日召

### 相沢事件
- 高倉健 - 相沢三郎

### 二・二六事件
- 鶴田浩二 - 磯部浅一
- 里見浩太郎 - 村中孝次
- 待田京介 - 栗原安秀
- 丘路千 - 山口一太郎
- 鷲尾隆行 - 林八郎
- 森源太郎 - 安藤輝三
- 宮城幸生 - 香田清貞
- 有川正治 - 渋川善助
- 川谷拓三 - 竹島継夫
- 水木道夫 - 対馬勝雄
- 小山田良樹 - 中橋基明
- 北川俊夫 - 野中四郎
- 神田隆 - 山下奉文
- 小林重四郎 - 陸軍将官

### ナレーションほか
- ナレーター - 芥川比呂志

配役不明
- 野口貴史
- 唐沢民賢
- 高並功
- 藤長照夫
- 有島淳平
- 藤沢徹夫
- 笹木俊志
- 古山桂治
- 宮谷春夫
- 服部真美
- 山田登
- 森谷譲
- 大矢正利
- 世羅豊
- 大月正太郎

## スタッフ
※監督を除き、クレジット順で、スチールはノンクレジット。
- 監督 - 中島貞夫
- 製作 - 大川博
- 製作補 - 俊藤浩滋
- 企画 - 天尾完次
- 原作 - 鈴木正 『暗殺秘録』（原書房）
- 脚本 - 笠原和夫・中島貞夫
- 撮影 - 吉田貞次
- 照明 - 長谷川武夫
- 録音 - 中山茂二
- 美術 - 鈴木孝俊
- 音楽 - 冨田勲
- 編集 - 神田忠雄
- 助監督 - 俵坂昭康
- 記録 - 石田照
- 装置 - 稲田源兵衛
- 装飾 - 清水悦夫
- 美粧 - 佐々木義一
- 結髪 - 横田三佳代
- 衣裳 - 松本俊和
- 擬斗 - 上野隆三
- 進行主任 - 武久芳三
- スチール - 中山健司

## 製作

### 経緯
もともとはテロリストをセミ・ドキュメンタリーで描く予定だったという話と、東映京都撮影所の企画部長である渡邊達人が二・二六事件などの資料をもとに暗殺をテーマにした映画を通してしまった話と、始まりは二説ある。中島貞夫・天尾完次・笠原和夫は、浅沼稲次郎暗殺事件を題材にしようと山口二矢・赤尾敏へ訪問してヒアリングしたが、一本の映画にできないと判断し、止めた。

### 骨子
東大紛争を視察するものの、モチーフ探しに困った中島貞夫と笠原和夫は「テロといえば水戸だろう」という思いつきで、桜田門外の変や血盟団事件を生み出した当地へ赴く。取材を重ねた結果、血盟団事件をテーマにしよう、当事者の小沼正へインタビューしよう、と二人は方向性を固める。中島は「人殺しをする情念とは一体何か。本当に情念なのか狂気なのか」、笠原は「実在のテロリストたちが持つ光芒を出したい。ある種、観念的な主題」を描こうと、それぞれ決意していた。しかし大川博の意向により、本作はオールスターで撮ることとなる。血盟団事件をテーマに決めていた中島と笠原にとって、この題材だけでちょうど映画一本分となり、オールスターでは作りようないと思ったが、スターの出演で予算が潤沢になることもあり、受け入れて進めていく。小沼へは3日間通いつめてようやく話を聞くことができ、出版されていなかった血盟団事件の公判記録を貸してもらう。小沼以外の血盟団メンバーでは、菱沼五郎・古内栄司・黒沢大二にもインタビューした。

### 脚本
素材が揃い、内容を検討していくうちに、団体よりも個人へフォーカスしないと映画が成立しなくなると判断し、血盟団事件は一人の青年（小沼正）に絞り込むこととなる。岡田茂 (東映) は、幕末から昭和初期に至る暗殺事件を並べ、オムニバスで仕上げるよう指示してきた。笠原和夫はこの指定に困ってしまい、筆が進まず往生してしまう。悩める笠原に渡邊達人は、「どれか一つのエピソードを柱にするしかないんじゃないか」とアドバイス。かつて小沼の検察官面前調書を目にしていた渡邊は、血盟団の標榜する「一人一殺」こそ暗殺の真骨頂と考え、「これ（一人一殺）をテーマにしたらどうだ？」と言い添えた。渡邊のアドバイスで笠原は主旨を定め、「血盟団事件の小沼正を中心に、序盤に桜田門外の変を、終盤に二・二六事件を繋いで描こう」、「血盟団事件は民間人が武器を持って暗殺に走っていく。そこを描きたい」と執筆していく。クレジットタイトルに表記されている「原作 鈴木正 『暗殺秘録』」について、中島と笠原は「（本作に）関わってないはずだし、知らない」と口を揃えており、笠原は「何か問題が起こった場合、追及を逃れるために（原作を）使ったんじゃないかと思う」と述べている。

### 配役
小沼正は小器用な芝居よりも、一途さを出せる千葉真一に決まる。千葉は視聴率が好調な『キイハンター』の主演であるものの、オファーされると同作の出演を一時中止してまで受けたいと快諾した。水戸から東京府に出てきて真面目に働く若者が、社会の矛盾に突き当たり挫折する中で、徐々にテロリストへ変わっていく過程を、『あゝ同期の桜』で初々しく朴訥な将校に扮した千葉に任せたのである。
（ ⇒ #撮影）
純真ゆえに情念に火が付き、要人暗殺に向かう小沼の人物像へ如何に迫るかが重要で、「良い意味で千葉真一の素朴さを活かせた」と中島貞夫は振り返っている。そもそも中島はこの役を「ヤクザ映画のスターがやるべきでない。本作に出演するなら脇役になってもらう」と考えていた。血盟団事件を起こしたときの小沼は21歳で、千葉は「30歳ぐらいの自分が、キャスティングされるぎりぎりの線であったと思う」と述べている。小沼の人となりを、中島は「話してるうちに『おまえは左翼じゃねえか』と笑いながら言われたが、どこか気があって可愛がってくれた」、笠原和夫は「風貌はいい人だが、目つきが凄かった」、千葉は「物静かな方」とそれぞれ語っている。
藤井斉を演じる田宮二郎は大映との契約を残したまま解雇され、五社協定で他社映画へ出演できずにいた。契約期間を過ぎ、フリーになったばかりのところを俊藤浩滋がスカウト。田宮は背筋をきちんと伸ばし、海軍将校の藤井を醸し出している。本作で映画界復帰を果たす田宮にとって、最初で最後の東映作品となった。カフェーの女給に転落しても、小沼正への思いを断ち切れない娘を藤純子が演じ、絶望感と悲しさを表現している。藤は本作を好きな作品として挙げており、中島は「徐々に身を持ち崩していくプロセスを、魅力的に演じてくれた」と述べている。
井上日召に扮した片岡千恵蔵のキャスティングには二つの話がある。一つは脚本の完成後、オールスター作品のため、どのスターをポスターやクレジットタイトルの先頭へ持ってくるかということになり、俊藤浩滋は片岡を担ぎ出せば、誰も文句言わないだろうと考え、オファーしたというもの。そのためクレジットのトップは片岡、2番目に千葉真一となっている。もう一つは中島貞夫が三國連太郎にしようとするものの、岡田茂が認めずに片岡を据えるよう指示したというものである。俊藤はメインエピソードに藤純子、それ以外の各暗殺事件には鶴田浩二・高倉健・若山富三郎ら、自分の傘下にいた俳優を注ぎ込んでいるが、これはオールスターキャストに決まってから中島が、俊藤へ協力を仰いだことによるものであった。

### 撮影
撮影開始直前に自由民主党幹事長の保利茂から製作中止を迫る圧力を受けるものの、クランクインする。千葉真一は笠原和夫の勧めもあり、撮影している間は中島貞夫の家へ居候していた。波の荒い大洗海岸の朝日へ向かい、小沼正（千葉真一）が一心不乱にお題目を唱えるシーンは実際に大洗海岸でロケーション撮影しており、千葉は鼻や耳に砂が入ってきても、カットかかるまで演じ続けていた。小沼の働くカステラ工場が倒産し、泣きながら小沼がカステラを火のないかまどへ1つずつ投げ捨て続けることで、正直者がバカをみる世の中の理不尽さを表現するシーンでは、小沼が見学に来ていた。撮影終了後に千葉は小沼から「演技されたとおりの気持ちだった」と声をかけられており、東映ビデオから販売されている本作のDVDには、千葉と談笑する小沼が特典映像で収録されている。働いていたカステラ工場や呉服屋の倒産は事実だが、小沼とカフェーの女給に奈落するたか子（藤純子）との交流は、そういう女性やそういう世界に行ったのも事実であるものの、笠原の脚色が入っており、中島は「青年の心情を描こうとすれば、多少の美的なことがないとね」と答えている。小沼が襲撃するシーンは裏寺町通でロケされた。
本作にはシナリオとは別に中島貞夫は、セットやロケの指示、暗殺の年表、政治背景、小沼の証言を80ページほどのテキストにまとめた香盤をスタッフに配布していた。その目的と理由について「本作に思い入れがあったものの、一方でテーマが非常に危険なシャシンであることから、作ることの正当性を自分なりにきちんと決めておかないと、とんでもないことになる」と述懐している。東映京都撮影所には井上日召の関係者から、毎日のようにひたすら念仏を読経するだけの嫌がらせ電話がかかってきたり、京撮へ乗り込んでこられ、妨害をされていた。磯部浅一（鶴田浩二）の日記をそのまま映画へ採用することに、自民党から「過激すぎる」と待ったをかけられるが、磯部の独白を撮ってしまい、大川博はカットしろと命令。中島は落としどころを探り、内容を変えると歩み寄るが、こんどは笠原和夫が承服しなかった。そのため二・二六事件は中島がシナリオを書くことになり、脚本は共作となっている。
本作の題名は岡田茂がつけた。

## 評価

### 受賞
1969年 京都市民映画祭
- 主演男優賞 - 千葉真一
- 脚本賞 - 笠原和夫

### 論評
折しも東大紛争・安保闘争など騒然とした世相を反映した作品となった。1969年の国内興行成績ではベストテンの9位に入るものの、笠原和夫は「題材のせいもあって、あまりジャーナリズムには歓迎されず、ほとんど無視された」と述べている。中島貞夫の意図に反して公開時に観て右翼になった人も多かったといわれ、暗殺史という物騒さと最後の二・二六事件のラストで死刑に処された陸軍将校たちが「天皇陛下、万歳!」と一人一人叫んで殺されていく執拗な描写がまずい、異色の暗殺アクション映画、史実に基づき再現しているものの、テロリストたちの陶酔を大物政治家が暗殺されるシーンで生々しく映し出していることから、どうしても反権力的な空気が漂っている、などの論評がある。「明治天皇の暗殺を目論んだ大逆事件も、映像化する予定だったが、削除された」という指摘に対して、笠原は「大逆事件は無実だったし、爆弾を持っていたけど行為はしてないわけで、それでも摂政宮だった昭和天皇を狙うという話はいくらなんでも映像にできない」と否定した。血盟団のメンバーで小沼正は本作を観て泣いていたが、菱沼五郎が観たかどうか知らないし、感想も聞いていないと中島は話している。